# ۱۱۴۳ (میلادی)
۱۱۴۳ (میلادی) هزار و صد و چهل و سومین سال تقویم میلادی است.

## رویدادها
- اولین ترجمه قرآن به لاتین

## درگذشتگان
- ۲۴ سپتامبر - اینوسنت دوم از پاپ‌های کلیسای کاتولیک رم

‎